# 呂有文
呂有文（1926年－1999年10月29日），祖籍四川江津（今重慶市），北平朝陽大學法律系畢業，1949年隨中華民國政府前往臺灣，後臺東地方法院院長、臺灣高等法院花蓮分院院長、臺中分院檢察處首席檢察官、司法行政部參事、司法院廳長、副秘書長、法務部政務次長、部長及司法院副院長。
呂有文是1987年解除臺灣省戒嚴令之後，簽署核准槍決死刑犯最多的法務部部長，人數為114人。

## 外部連結
- 褒揚令－呂有文 （页面存档备份，存于）

| 中華民國政府職務 | 中華民國政府職務                                             | 中華民國政府職務 |
| ---------------- | ------------------------------------------------------------ | ---------------- |
| 行政院           |                                                              |                  |
| 前任： 蕭天讚    | 法務部部長 代理，後真除為第四任 1989年10月7日－1993年2月27日 | 繼任： 馬英九    |
| 司法院           |                                                              |                  |
| 前任： 汪道淵    | 司法院副院長 第九任 1993年5月1日－1999年2月1日               | 繼任： 城仲模    |
| 前任： 施啟揚    | 司法院院長 代理 1999年1月26日－1999年2月1日                  | 繼任： 翁岳生    |